# Fritz Grewenig
Fritz Grewenig (* 28. Februar 1891 in Heusweiler; † 29. September 1974 in Trier) war ein deutscher Maler.

## Leben
Fritz Grewenig wurde 1891 als Ältestes von neun Kindern des Dekorationsmaler Wilhelm Ludwig Grewenig und dessen Ehefrau Karolina, geb. Boullay geboren. Nach einer Malerlehre im väterlichen Geschäft besuchte Grewenig von 1909 bis 1911 die Fachschule für dekorative Malerei in Saarbrücken und absolvierte zwischen 1911 und 1913 eine Ausbildung bei dem Saarbrücker Kunstmaler Richard Wenzel. Ab 1913 studierte er an der Königlich Sächsischen Akademie Dresden bei Richard Müller, Robert Sterl, Otto Gussmann, Gotthardt Kuehl und Eugen Bracht. 1914/15 und 17/18 musste er allerdings Militärdienst leisten und sein Studium unterbrechen.
1918 kehrte er nach Saarbrücken zurück, setzte aber 1920 sein Studium in Dresden fort und schloss dieses 1922 ab. Noch im selben Jahr gründete er eine Privatkunstschule in Saarbrücken und trat dem Saarländischen Künstlerbund bei. Außerdem war er von 1927 bis 1932 erster Vorsitzender der Sektion Saargebiet des Verbandes Bildender Künstler Deutschland.
1924 wurde seine Kunstschule zur Staatlichen Schule für Kunst und Kunstgewerbe Saarbrücken, und Grewenig war bis 1936 ihr erster Direktor. 1925 wurde er zum Professor bestellt und erhielt den Auftrag als künstlerischer Leiter des Staatlichen Museums für Neue Kunst in Saarbrücken eine Sammlung aufzubauen. Auf Initiative der Nationalsozialisten wurde der Maler 1932 als Vorsitzender des Deutschen Künstlerbundes im Saargebiet abgewählt, seine Bilder bei Ausstellungen häufig abgewiesen. Der 2. Vorsitzende des Künstlerbundes, Hermann Keuth, hatte Grewenig separatistischer Umtriebe im Saargebiet bezichtigt. 1936 wurde die Staatliche Kunst- und Kunstgewerbeschule Saarbrücken aufgelöst, und Grewenig wurde von Reichskommissar Bürkel entlassen und verlor seinen Status als Beamter.
1937 wurden in der Nazi-Aktion „Entartete Kunst“ aus der Städtischen Kunsthalle Mannheim und dem Staatlichen Museum Saarbrücken sechs Bilder Grewenigs beschlagnahmt und anschließend zerstört.
Ab 1936 wurde Grewenig Dozent der Werkkunstschule Trier, wo er bis 1950 wirkte. 1945 leitete er den Wiederaufbau des Gebäudes nach dem Ende des Zweiten Weltkrieges und richtete den Unterrichtsbetrieb der Trierer Schule wieder ein. Bis 1948 übernahm er die Gesamtleitung der Schule. 1950 wurde er zum Professor an die Landeskunstschule Mainz berufen, wo er bis zu seiner Pensionierung 1956 arbeitete. Grewenig zog zurück nach Trier und war dort bis zu seinem Tod als freischaffender Künstler tätig.

## Werk und Bedeutung
In seiner Saarbrücker Zeit waren Grewenigs farbenfrohe Bilder vor allem von Expressionismus geprägt und bilden häufig Ansichten seiner Heimat ab. In den 1930er Jahren wurden auch bedeutende Galerien wie Cassirer in Berlin, Caspari in München und Flechtheim auf ihn aufmerksam und widmeten ihm Ausstellungen. Die renommierte Kunstzeitschrift „Cicerone“ berichtete über ihn. Nach seiner Übersiedlung nach Trier zog er sich allerdings auf harmlose Blumen- und volkskundliche Genrebilder zurück.
Der Aufbau der heutigen Hochschule für Bildende Kunst in Saarbrücken und der Sammlung des Museums für Neue Kunst (heute Saarlandmuseum) machten Saarbrücken zu einem bedeutenden Kunstort.

## 1937 nachweislich als "entartet" beschlagnahmte und vernichtet Werke
- Mädchen am Büffet (Tafelbild)

- An der Saar (Aquarell)

- Frau (Druckgrafik)

- Liegende (Druckgrafik)

- Mutter und Kind (Druckgrafik)

- Weiblicher Akt (Druckgrafik)

## Werke in öffentlichen Sammlungen (Auswahl)
- Chrysanthemen auf der Fensterbank (Öl auf Leinwand, 84 × 68 cm, 1916; Museum Kunst der Verlorenen Generation, Salzburg)[5]

- Blumenstillleben (Öl auf Malkarton, 90 × 70 cm, 1919; Museum Kunst der Verlorenen Generation, Salzburg)[5]

## Werke im öffentlichen Raum
- Fenster in der Pfarrkirche Mariä Heimsuchung in Heusweiler

## Ausstellungen
- 1917: erste Gruppenausstellung bei van Hees, Saarbrücken
- 1919: Organisation und Beteiligung bei der „Exposition Franco-Sarroise“
- 1920: Gruppenausstellung bei van Hees, Saarbrücken
- 1922: Organisation der ersten großen saarländischen Kunstausstellung
- 1923: Ausstellungsbeteiligung in Zürich
- 1932: Ausstellungen bei: Galerie Flechtheim (Berlin und Düsseldorf)
- 1932: Große Düsseldorfer
- 1932: Jahresausstellung Essen
- 1932: Große Berliner (im Rahmen der saarländischen Sonderschau)
- 1947: Gruppenausstellung bei Theisen, Trier
- 1953: Gruppenausstellung bei van Hees, Saarbrücken
- ab 1956: jährliche Ausstellungen in Trier
- 1963: Beteiligung an der Jubiläumsausstellung in Luxemburg